# Herpestes naso
Mangouste à long museau, Mangouste du Congo
Espèce
Statut de conservation UICN

 LC  : Préoccupation mineure
La Mangouste à long museau, Herpestes naso, ou Mangouste du Congo est une mangouste originaire d'Afrique.